# Sternbergia minoica
Sternbergia minoica är en amaryllisväxtart som beskrevs av Pierfelice Ravenna. Sternbergia minoica ingår i släktet Sternbergia och familjen amaryllisväxter. Inga underarter finns listade i Catalogue of Life.